# Moschino

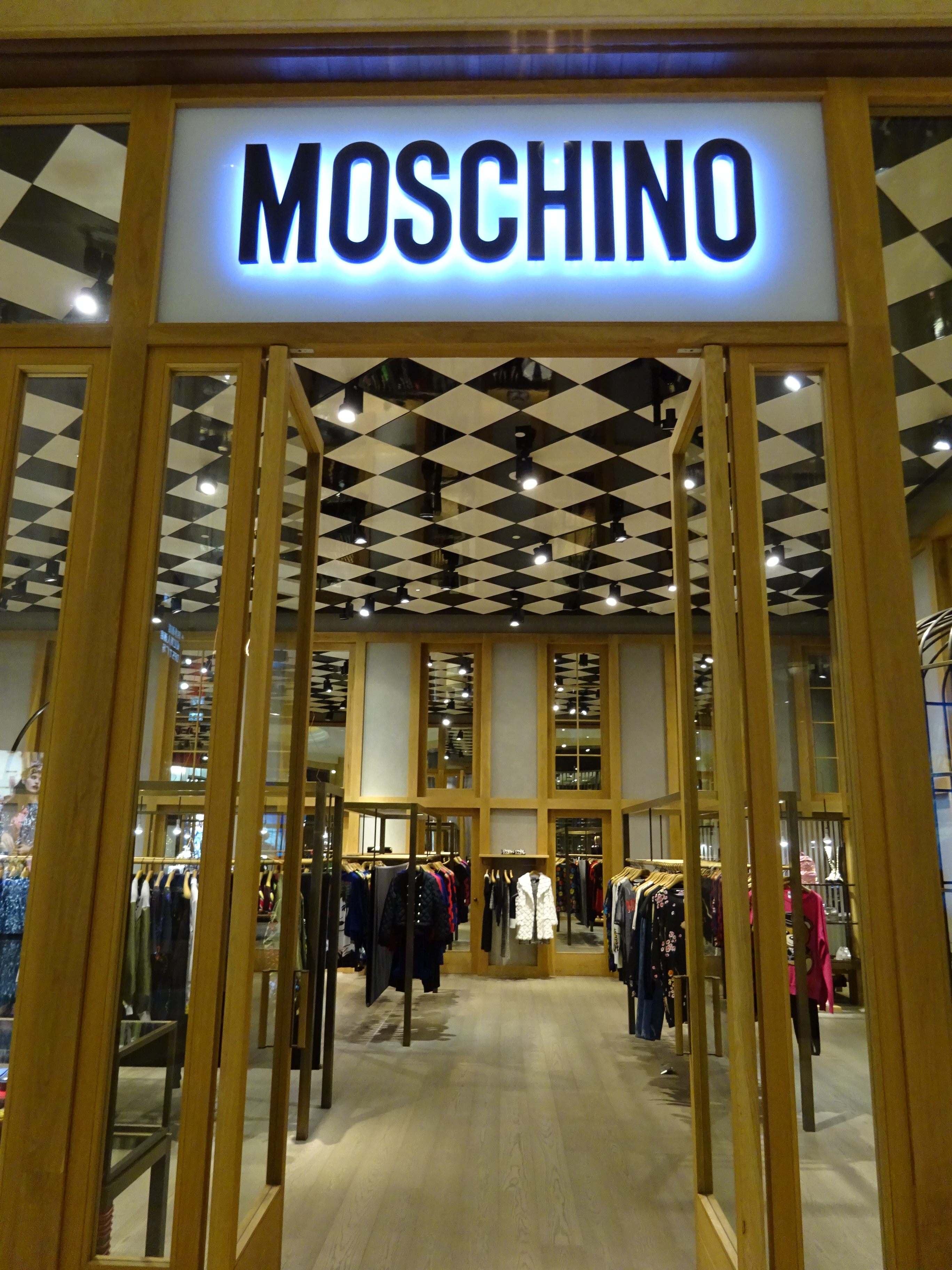
Loja da Moschino em Macau.

Moschino é uma marca criada por Franco Moschino em 1983, atualmente parte do grupo Aeffe de Alberta Ferretti. Fabrica e desenvolve roupas masculinas, femininas e infantis. Desenvolveu o vestuário usado por Plínio Machado (chefe da cantora brasileira Anitta), Kylie Minogue e Madonna em seus shows.

## Características
O design moderno é uma característica singular dos produtos da marca que até hoje são preservados depois da morte de Franco, mas a marca a cada dia fica mais forte. Sua presença é lembrada por grandes nomes como John Galliano e Giorgio Armani. A marca Moschino foi lançada em 1983 e no ano seguinte era lançada a primeira coleção. Durante dez anos Moschino se firmou no cenário internacional de moda como um dos nomes mais ousados e inovadores estilistas. O estilo de Moschino busca inspiração na sua paixão pelo teatro. Franco Moschino nasceu na terra da moda, Milão. Moschino começou sua carreira de estilista no início dos anos 1970. Moschino estudou desenho em cursos noturnos da Academia de Brera e foi contratado por Gianni Versace, com quem trabalhou até 1977. Antes de lançar-se em uma carreira solo, porém, ele ainda passou por indústrias de moda como Davidoff e Max Mara, para aprender mais sobre a estrutura das empresas do setor.[carece de fontes?]